# Фрист, Билл
Уильям Харрисон «Билл» Фрист (англ. William Harrison «Bill» Frist, Sr. род. 22 февраля 1952; Нашвилл, Теннеси) — американский политик, бывший лидер республиканского большинства в Сенате США (2002—2007). Ранее с 1999 года занимал пост партийного организатора. Впервые был избран в Сенат в 1994 году. По профессии — врач-хирург, специализируется в трансплантологии. В 2006 году завершил свою сенатскую карьеру, в промежуточных выборах 7 ноября 2006 года не участвовал.

## Биография
Уильям Харрисон Фрист родился 22 февраля 1952 года в городе Нашвилл, столице штата Теннеси, в семье врача.
Учился в Принстонском университете. Параллельно изучал политику в области здравоохранения в Школе общественных и международных проблем имени Вудро Вильсона, а также проходил летнюю стажировку в аппарате Конгресса. После окончания учебы в Принстоне в 1974 году поступил на медицинский факультет Гарварда, который окончил в 1978 году с отличием и докторской степенью. Следующие шесть лет проходил подготовку в больницах Бостона (штат Массачусетс) и Саутгемптона (Великобритания). Много позже появилась скандальная информация о том, что в студенческие годы Фрист использовал для медицинских опытов животных, которых забирал из приютов.
В 1985 году получил должность старшего сотрудника и главного ординатора на медицинском факультете Стэнфордского университета. Основной специализацией Фриста стала трансплантология. Вернувшись в Нашвилл, в 1986 году он организовал в медицинском центре Университета Вандербильта программу по трансплантации сердца и легких. В то же время занимался хирургической практикой в Госпитале Управления по делам ветеранов. В 1989 году основал Центр трансплантации Вандербильта, в котором руководил отделением хирургии.
В 1994 году после успешной избирательной кампании стал первым практикующим врачом, избранным в Сенат с 1928 года. Основное внимание уделял вопросам здравоохранения. В 2001 году, после инцидента с рассылкой спор сибирской язвы, инициировал принятие закона, направленного против биологического терроризма. Кроме того, активно занимался вопросами противостояния эпидемии ВИЧ/СПИД, а также развитием школьного образования.
В 1999 году Фрист занимал пост партийного организатора, а годом позже его избрали председателем Национального Республиканского комитета в Сенате. 23 декабря 2002 года сенаторы-республиканцы единогласно выбрали Фриста лидером большинства в верхней палате Конгресса.
За время своей медицинской карьеры Фрист провел более 150 операций по пересадке сердца и легких. Является автором многочисленных статей, а также книг по трансплантологии, истории штата Теннесси и биологическому терроризму.
За редким исключением (как, например, вопрос о применении стволовых клеток эмбрионов), Фрист поддерживал политику администрации Джорджа Буша. Он считался одним из возможных кандидатов в президенты от Республиканской партии на выборах 2008 года.
Фрист не планировал переизбираться в Сенат в 2006 году и не принял участия в промежуточных выборах 7 ноября, на которых победу одержали демократы. Наиболее вероятным преемником Фриста во главе сенаторов-республиканцев называли Митча Макконнела (Mitch McConnell), и он был избран на пост лидера сенатского меньшинства.
Билл Фрист женат. Его супруга Кэрин (Karyn) — общественный активист, выступает в поддержку искусства, охраны здоровья и защиты прав детей. У Фристов трое сыновей.